# Estación Saladas
Saladas es una estación de ferrocarril ubicada en la localidad Homónima del DepartamentoHomónimo en la Provincia de Corrientes, República Argentina. 

## Servicios
Se encuentra precedida por el Desvío Km 402 y le sigue el Apeadero A. Ambrosio.